# Mycomya spinifera
Mycomya spinifera är en tvåvingeart som beskrevs av Freeman 1951. Mycomya spinifera ingår i släktet Mycomya och familjen svampmyggor. Inga underarter finns listade i Catalogue of Life.